# ربيع الحمري
ربيع الحمري (بالإنجليزية: Rabii Hamri)‏ (مواليد 26 ديسمبر 1995 في تونس لاعب كرة قدم تونسي يجيد اللعب في خط الهجوم.

## روابط خارجية
- ربيع الحمري على موقع قاعدة بيانات كرة القدم.إي يو (الإنجليزية)
- ربيع الحمري على موقع Soccerway.com (الإنجليزية)
- ربيع الحمري على موقع كووورة